# Kloster Hovedøya
Das Kloster Hovedøya (lat.: Hovedense Monasterium / Hovedoa), ist eine ehemalige Zisterzienserabtei in Norwegen. Seine Ruine liegt auf der der norwegischen Hauptstadt Oslo vorgelagerten Insel Hovedøya.

## Geschichte
Das Kloster wurde 1147 nach Stiftung durch den Osloer Bischof Viljam als Tochterkloster von Kirkstead Abbey in Lincolnshire, England, einer Tochter von Fountains Abbey aus der Filiation der Primarabtei Clairvaux gegründet, aus der auch der erste Abt, Philippus, kam. Die bei Ankunft der Zisterzienser bereits bestehende Kirche war dem heiligen Edmund und der heiligen Maria geweiht. Es lebten hier ungefähr zwölf Mönche und eine Anzahl Laienbrüder. Das Kloster war sehr wohlhabend. Es besaß unter anderem große Ländereien auf Bygdøy, in Bogstad, Frogner und Ullern (heute Stadtteile von Oslo). Die Mönche entwickelten anhand selbst durchgeführter Experimente landwirtschaftliche Anbaumethoden weiter. 
Die Legende spricht von einem Geheimgang zwischen dem Kloster Hovedøya und den Ruinen des mittelalterlichen Oslo (Gamlebyen), er wurde jedoch nie gefunden. Das Kloster wurde 1532 im Zuge von Auseinandersetzungen um die dänisch-norwegische Thonfoge von der Krone eingezogen und in Brand gesetzt. Es diente in der Folge als Steinbruch für die Festung Akershus.

## Bauten und Anlage

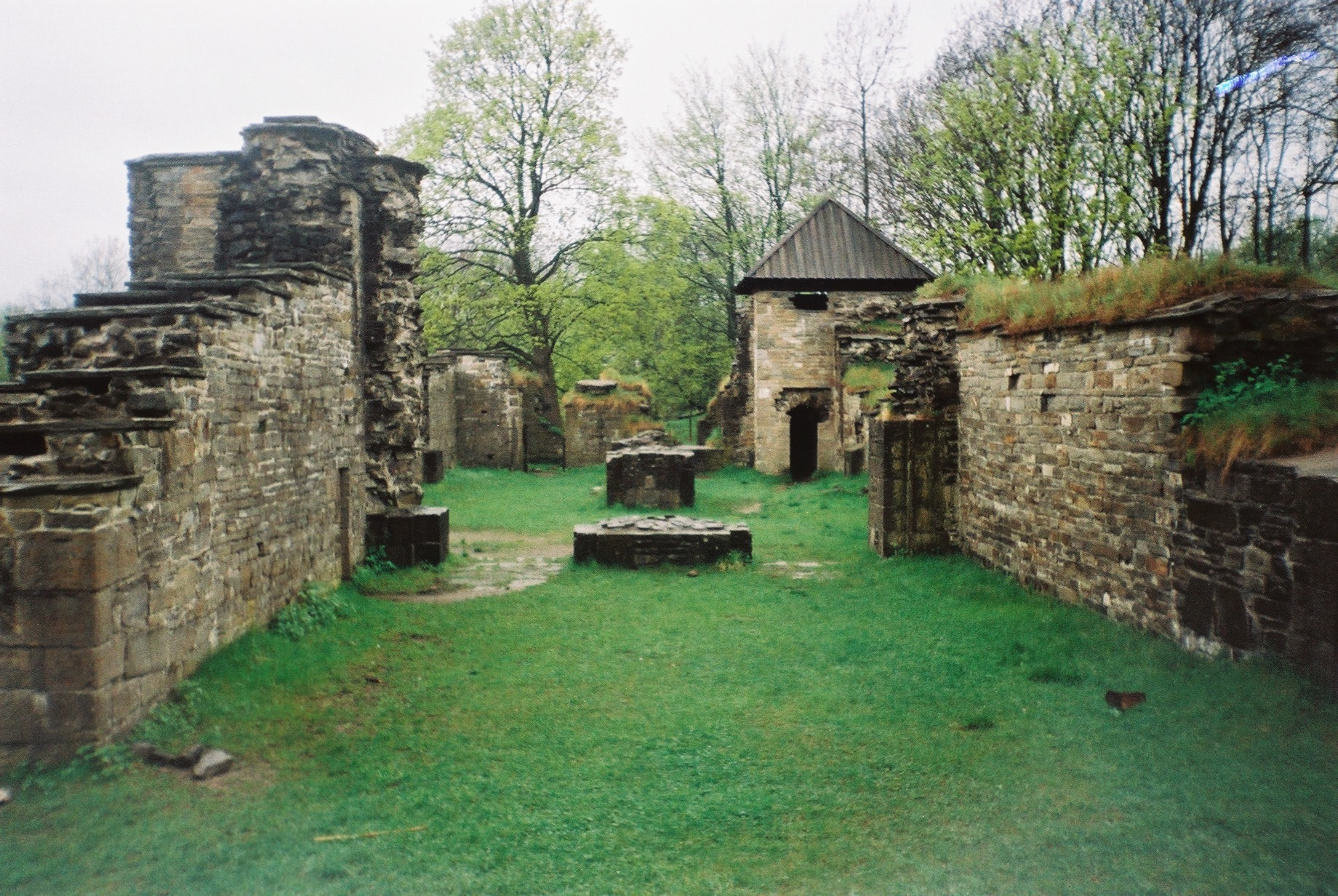
Kirchenruine nach Westen

Die Zisterzienser veränderten die bereits bestehende einschiffige Kirche durch Anbau eines einschiffigen, 25 m langen Querhauses und eines neuen Chors auf eine Länge von 46 m. Die Fassade mit zwei Pforten erhielt eine tiefe Vorhalle. Von den rechts von der Kirche gelegenen Klostergebäuden sind nur die Fundamente erhalten. Der Ostflügel befand sich nicht in der Verlängerung des Querschiffs, sondern war wegen eines großen Felsens nach Westen versetzt. Die vier Gewölbe des quadratischen Kapitelsaals ruhten auf einer zylindrischen Mittelsäule und vier mit Blattwerk geschmückten Säulchen an den Wänden. Es wurden Fragmente von Glasmalereien aus dem 13. Jahrhundert sowie des Kirchenfußbodens gefunden (jetzt im Historischen Museum Oslo).